# Papuanticlea lasioplaca
Papuanticlea lasioplaca là một loài bướm đêm trong họ Geometridae.